# Petrovac na Mlavi
Petrovac na Mlavi (ćirilično Петровац на Млави) je grad i središte istoimene općine u Republici Srbiji. Nalazi se u Središnjoj Srbiji i pripada Braničevskom okrugu.

## Povijest
Grad je sagrađen 1859. godine, po naređenju kneza Miloša Obrenovića koji mu je i dao ime, a na zahtjev mještana sela Svine, po krajinskom vojvodi i kasnije državnom savjetniku Milutinu Petroviću Eri, mlađem bratu Hajduka Veljka Petrovića.

## Stanovništvo
Prema popisu stanovništva iz 2002. godine u gradu živi 7.851 stanovnika.
| Etnički sastav 2002. |            |        |
| Narod                | Stanovnika | %      |
| Srbi                 | 7.475      | 95,21% |
| Vlasi                | 57         | 0,72%  |
| Makedonci            | 35         | 0,44%  |
| Hrvati               | 27         | 0,34%  |
| Crnogorci            | 22         | 0,28%  |
| Romi                 | 21         | 0,26%  |
| Rumunji              | 19         | 0,24%  |
| Jugoslaveni          | 18         | 0,22%  |
| ostali               | 30         | 0,34%  |
| nepoznato            | 103        | 1,31%  |

| broj stanovnika | 4327  | 4673  | 5261  | 6231  | 7383  | 7728  | 7851  |
|                 | 1948. | 1953. | 1961. | 1971. | 1981. | 1991. | 2002. |

## Stari običaji
Vlaško stanovništvo u selima Ranovac, Manastirica i Kladurovo poznato je po pripremanju žmara, specijaliteta sličnog čvarcima, koji se priprema od ovčjeg mesa, kukuruznog brašna i poriluka. U današnje vrijeme održava se natjecanje u pripremanju ovoga jela, koje je poznato kao žumarijada

## Vanjske poveznice
- Karte, udaljenonosti, vremenska prognoza  Arhivirana inačica izvorne stranice od 3. studenoga 2009. (Wayback Machine)
- Satelitska snimka naselja